# Quá thế
Quá thế (overpotential) là một khái niệm điện hóa, chỉ sự chênh lệch về điện thế (Vôn) giữa điện thế khử cân bằng (so sánh với điện cực hydro tiêu chuẩn (NHE) của bán phản ứng oxy hóa-khử với điện thế áp vào điện cực nghiên cứu (so sánh với điện cực hydro tiêu chuẩn (NHE)). Quá thế biểu thị sự chênh lệch về mặt năng lượng để cho phản ứng oxy hóa-khử có thể xảy ra. Phần năng lượng chênh lệch đó sẽ có tác dụng thắng các trở lực, điều khiển phản ứng xảy ra theo một chiều nhất định và với một tốc độ nhất định. 
- Trong điện phân, hiệu điện thế mạch ngoài luôn lớn hơn (về trị số) hiệu điện thế của hai bán phản ứng catot, anot, để có thể thắng được các trở lực, quá trình điện phân mới xảy ra được.
- Trong pin điện hóa, hiệu điện thế mạch ngoài luôn nhỏ hơn (về trị số) hiệu điện thế của hai bán phản ứng catot, anot. Phần năng lượng mất đi này là do nó phải chống lại các trở lực của  các quá trình điện hóa trong pin.

Công thức tổng quát của quá thế: 
η = ΔV = φ - φcb
Trong đó:  η: quá thế của một bán phản ứng, V
φ: Điện thế áp vào, V
φcb: Điện thế cân bằng của bán phản ứng oxy hóa-khử, V

## Nhiệt động học
Nghiên cứu về mặt nhiệt động học cho thấy mật độ dòng điện phụ thuộc rất nhiều vào quá thế. Với mỗi điện cực và một loại dung dịch nghiên cứu khác nhau, ta thấy sự phụ thuộc giữa mật độ dòng điện và quá thế cũng rất khác nhau. Với mỗi giá trị dòng điện và điện thế đo đạc, có thể dựng được mỗi quan hệ giữa quá thế và mật độ dòng điện, được gọi là đường cong phân cực. Theo phương trình Tafel ở vùng có quá thế tương đối lớn (>200mV):
{\displaystyle \Delta V=A\times ln\left({\frac {i}{i_{0}}}\right)}
trong đó
{\displaystyle \Delta V}: Quá thế, V
{\displaystyle A}: Hệ số Tafel, V
{\displaystyle i}: Mật độ dòng điện, A/m2 và
{\displaystyle i_{0}}: Mật độ dòng trao đổi, A/m2.

## Các loại quá thế
Quá thế tổng cộng (tổng trở lực) của một pin điện hóa là tổng hợp của tất cả các loại quá thế (các trở lực) có mặt trong pin điện hóa. Các loại quá thế đó là:
- Quá thế chuyển điện tích
- Quá thế nồng độ
- Quá thế khuếch tán
- Quá thế kết tinh
- Quá thế điện trở